# فورنهم سنت جنویو
فورنهم سنت جنویو (به انگلیسی: Fornham St Genevieve) یک روستا و محله مدنی در بریتانیا است که در St Edmundsbury واقع شده‌است. فورنهم سنت جنویو ۱۱۰ نفر جمعیت دارد.